# 白塔山公园
36°04′06″N 103°48′52″E / 36.06833°N 103.81444°E
白塔山公园，位于中华人民共和国甘肃省兰州市城关区黄河北岸的白塔山。

## 简介
白塔山海拔1700米，因为山巅有蒙古人建造的白塔而得名。白塔山有“拱抱金城”之势，和黄河一起形成兰州的天然屏障。站在黄河南岸铁桥边的广场上向北眺望，可饱览白塔山的美景。
《皋兰县志》记载，明朝正统初年到景泰末年镇守兰州的内监刘永诚，在遗址上重修白塔寺，并且在塔院东北兴建三星殿、文昌宫、魁星阁。又在万历二十年（1592年）重修塔院，按《周易》天在下地在上的“泰”卦之义，在塔院以北建地藏寺，在山麓（现三台）建玉皇阁。这种格局不同于中国其他名山地藏宫在山麓、玉皇阁在山顶的布局。但玉皇阁在1958年拆除，后建成如今的三台建筑，使这一布局变得不明显。
2015年3月，第十二届全国政协委员、中国道教协会副会长、北京市道教协会会长黄信阳在中国人民政治协商会议第十二届全国委员会第三次会议上提交《建议将白塔山道教场所交兰州道教界管理使用》的提案。

## 三台建筑群
公园大门位于一台，坐北朝南。沿垂花眺台拾级而上，便是三台建筑群。三台建筑群位于白塔山前山山麓，依山势建成，是白塔山公园的主体建筑，于1958年兴建，由建筑学家任震英设计，并率领专业人员及工匠200余人，利用旧城改造拆除下来的建筑部件，在坍塌的古建筑废墟上用一年时间建成。
- 一台：一台是公园大门的所在地。公园大门坐北朝南。进入大门，是四面敞开的古建筑风格的大厅，平面呈“凹”字形，将一台、二台连成一体。回廊南侧有八角亭，北侧有四角亭。
- 二台：从一台登石阶而上，是二台。二台广场上有牌厦，牌厦面阔五楹，居中一楹有七级斗拱。
- 三台：从二台沿石阶北上，是三台。三台有大厅，面阔80米，进深20米，高10多米，绿琉璃瓦顶，墙面上饰有各种图案的砖雕，檩椽及悬角上有木雕彩绘。
- 百花亭：位于东南山麓，原为文昌宫，在清朝时已“久远难证”其创建年代。现存建筑是清朝嘉庆八年（1803年）重建。1958年整修后，取“百花齐放”之义，改名为百花亭。为四角二层歇山顶楼阁式建筑。
- 三官殿：位于西侧的凤岭，与东岩的罗汉殿相对。三官殿始建于清朝康熙年间。中华民国初期已破败。当时住持僧曹隆义募得二三十石，于民国十一年（1922年）重修，形成如今的规模。从理论上说，三官殿一般供奉天官尧、地官舜、水官禹，属于道教神灵。整个建筑是座四合院，正殿比门楼高出约1米。北为正殿，悬山加斜背顶；东西为厢房，硬山顶；南为门楼，歇山顶。去正殿要从正殿东南的六角亭开始攀登，前后登46级台阶才到殿院。
- 罗汉殿：位于东岩。始建于清朝乾隆、道光年间，光绪年间重修。1950年代整修后，改成展览馆和办公室。寺院坐西朝东。北面为正殿，悬山连卷棚顶，带卷棚抱厦。西厢房为硬山顶，带卷棚抱厦，移供有原白塔寺地藏殿的石雕地藏菩萨像。南侧是硬山顶杆栏式悬楼。台阶曲折通往后院。
- 凤林香袅牌坊：位于“小六盘”中途。正面是“凤林香袅”，背面是“秀映三台”，都是皋兰举人李存中题。凤林香袅牌坊对白塔山前山建筑起承上启下作用，也是观景点，可远眺兰山顶上的三台阁。[1]

## 慈恩寺
慈恩寺位于白塔山前山山顶，俗称白塔寺，又称白塔塔院。寺内有白塔山白塔，又称慈恩寺塔，是一座明代砖塔，1963年被列为甘肃省文物保护单位。蒙古灭西夏后，西藏萨迦派法王派出喇嘛代表谒见成吉思汗，喇嘛途中在兰州病逝，1228年建塔纪念，塔下建寺。塔在元朝末年倒塌。据《重修白塔寺记》记载，明朝明英宗时，内监刘永诚于正统戊辰年间（1448年）镇守兰州时重建，即如今所见的白塔，并且“起梵宫，建僧居，永为金城之胜境”。清朝康熙五十四年（1715年）甘肃巡抚绰奇扩建寺址，改称“慈恩寺”。
白塔为砖构，塔基为须弥座，塔身下段呈覆钵式，上段呈楼阁式（七级八角），高17米。高5.4米的基座上，有八角形束腰座，束腰座上是覆钵，覆钵上是八面密檐七级塔身，各级每面都有砖雕佛像，挂角铁马。塔身粉饰着白垩土粉饰，通体洁白。
该寺其他建筑有：
- 前楼：位于白塔正南方，五楹二层卷棚顶。为乾隆三十七年（1772年）扩修。内供观世音菩萨、文殊菩萨、普贤菩萨。
- 大殿（北殿）：位于白塔北面。前后歇山抱厦式建筑。
- 地藏菩萨殿：位于北殿北面。东西配殿是硬山顶。内供地藏菩萨。[1]

1976年，地方政府投资翻修了慈恩寺的前楼、大殿及厢房，将土坯墙改为砖墙。将前楼底层高度从2.85米提高到3米，将二层高度从1.81米提高到2.4米，二层前廊从1.1米提高到1.5米。为不改变白塔塔身和楼高的比例，便将地面下降，以消除楼层增加高度造成的比例问题。
过去慈恩寺传说有“镇山三宝”，但历来对“三宝”说法不一，主要有三种说法：（一）石佛、白塔、青铜钟；（二）石佛、青铜钟、紫荆树；（三）象皮鼓、青铜钟、紫荆树。
- 石佛：现已移供罗汉殿的石雕地藏菩萨。
- 紫荆树：清朝康熙年间该寺住持栽在院内的文冠果，已枯死。文冠果又叫“崖木瓜”，生长于黄河流域，过去兰州人误将其认作紫荆树。
- 象皮鼓：传说是印度僧人朝寺时献给佛祖。现存慈恩寺内。
- 青铜钟：铸造于清朝康熙五十七年（1718年），重153.5公斤。“声如洪钟”，声震兰州全城。抗日战争时期，日军飞机轰炸兰州时，当地政府用这口钟当防空警报。中华人民共和国初期，这口钟还曾被兰州大学用于报时。现存慈恩寺内。
- 禹王碑：相传是大禹治水时所书《岣嵝山铭》。碑高3米，宽1米，阴刻古篆书77字。此碑是岣嵝山原碑的摹本。原碑立在湖南衡山七十二峰的岣嵝山上，因为字形奇怪，无人能识，后人便附会为大禹治水时所刻。韩愈诗《岣嵝山》中有“岣嵝山巅神禹碑”句。南宋嘉定五年（1212年），何玖在岣嵝山峰找到此碑，刻在岳麓书院。清朝咸丰十一年（1861年），酒泉人侯建功又摹立在白塔山西侧的金山寺禹王庙六面亭内。后来，因禹王庙倒塌，1963年移到白塔山北高峰牡丹亭，1980年移到慈恩寺。[1]

- 东南面
- 西面
- 东面
- 塔基须弥座
- 塔基须弥座
- 须弥座石刻
- 塔身
- 塔身

## 其他建筑
- 牡丹亭：位于北高峰，是整个白塔山的最高处，比桥头广场高168米。牡丹亭是八角双层僧帽顶式建筑。从休憩亭到牡丹亭有206级台阶。所以上牡丹亭有“登天梯”之说。[1]
- 金城关：位于白塔山公园南大门以西大约1公里，地处“金汤钓”的钩部。金城关设于宋朝，是通往河西的关隘。史料记载，宋神宗元丰四年（1081年），熙河经制李宪攻取兰州，命部将筑兰州北城，并在黄河北岸筑金城关。明朝洪武、正统、万历年间多次重建或重修。民国三十一年（1942年）修兰新公路时，将金城关连同其北面的金山寺一起拆除。[1]